# Am Großen Bruch
Am Großen Bruch é um município da Alemanha, situado no distrito de Börde, no estado de Saxônia-Anhalt. Tem 50,12 km² de área, e sua população em 2019 foi estimada em 2.063 habitantes.